# كلير برادي
كلير برادي (بالإنجليزية: Claire Brady)‏ هي منافسة ألعاب القوى أيرلندية، ولدت في 20 يناير 1987 في كيلدير في جمهورية أيرلندا.

## وصلات خارجية
- كلير برادي على موقع الاتحاد الدولي لألعاب القوى (الإنجليزية)